# Siméon Charles Joseph Foucault

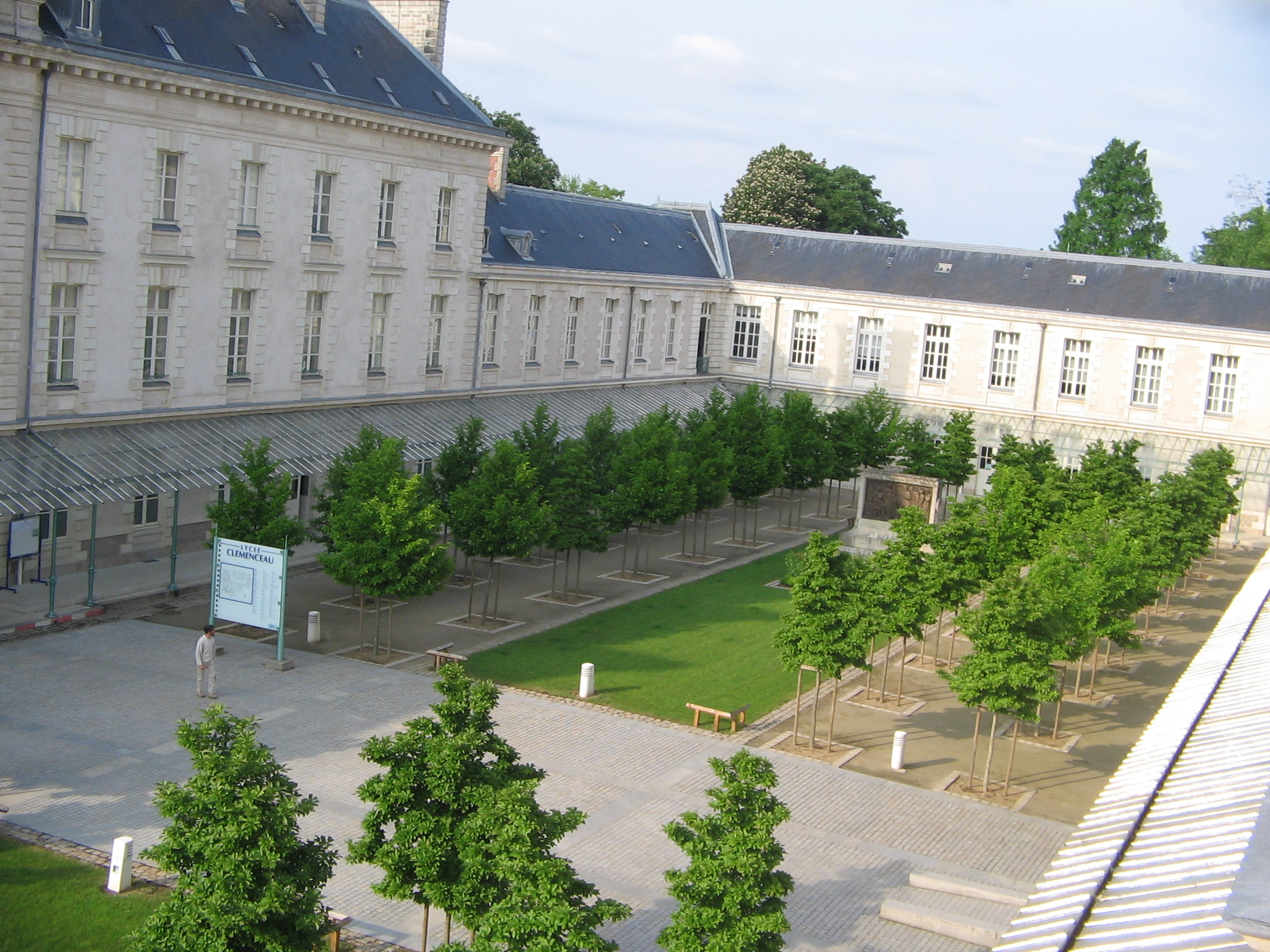
Patio del Liceo Georges Clemenceau de Nantes. En el centro se ve el relieve en memoria de los alumnos muertos en la guerra.

Siméon Charles Joseph Foucault, nacido el 3 de mayo de 1884 en Nantes y fallecido en París en 1923, fue un escultor francés. Ganador del Premio de Roma en 1912

## Datos biográficos
Nacido en Nantes el 3 de mayo de 1884, hijo y nieto de farmacéuticos .
Alumno del Liceo Clemenceau.
Alumno en Nantes del escultor Gaucher (*1840)
Alumno en la Escuela Nacional Superior de las Bellas Artes en París donde fue estudió Louis Ernest Barrias (1841-1905) y de Jules Félix Coutan.
Ganador en 1912 del Premio de Roma en la modalidad de escultura con el bulto redondo en yeso titulado: "Berger Chaldéen étudiant les astres."
Permaneció en Roma durante 1913 y parte de 1914
año que contrajo matrimonio con Germaine Royer (*1890). En la Villa Medici coincidió con los músicos Paul Paray , Claude Delvincourt y Lili Boulanger, con los escultores Louis Lejeune y Lucienne Heuvelmans, el grabador André Maillard y los arquitectos René Mirland y Jacques Boutterin.
Se conserva alguna carta del escultor escrita a la compositora Lili Boulanger posterior a su estancia en Roma.
En 1922 realizó un monumento a los muertos del Liceo Clemenceau de Nantes.
Falleció por apendicitis en agosto de 1923 a los 39 años y está enterrado en el cementerio de Boulogne-Bilancourt.
Tanto en Nantes como en Rezé existe una calle dedicada a la memoria del escultor

## Obras
Entre las mejores y más conocidas obras de Siméon Charles Joseph Foucault se incluyen las siguientes:
- Berger Chaldéen étudiant les astres
en español: Pastor caldeo estudiando los astros  yeso, 1912 La escultura, conservada en la ENSBA, representa la figura en pie desnuda de un pastor apoyado sobre un codo y hace referencia a la temática de los oráculos caldeos.[8]
- Monumento a los muertos de Reza, 1922, Place Roger-Salengro de Reze[9] 47°11′5″N 1°32′47″O / 47.18472, -1.54639[10]

- Monumento funerario, avenida Pierre Grenier 38 en el cementerio nuevo de Boulogne-Billancourt. Figura de mujer[11]